# انه‌دینا یوریس
اِنه‌دینا یوریس (اسپانیایی: Enedina Lloris‎؛ زادهٔ ۱۹۵۷ میلادی) یک خواننده سوپرانو اپرا و معلم آواز اهل اسپانیا است.
وی که از اهالی بخش خودمختار والنسیا است، پس از کناره‌گیری از خوانندگیِ اپرا، به آموزش و تعلیمِ آواز و موسیقی روی آورده و در «دانشکدهٔ موسیقی کاتالونیا» (ESMUC) تدریس میکند.